# Sedam dana
Sedam dana (Seven Days) je američko-kanadska znanstveno-fantastična serija koja se snimala između 1999 i 2001. godine. Sveukupno je snimljeno 66 epizoda.

## Osnova priča
Serija prati tajni ogranak američke National Security Agency koji je otkrio mogućnost putovanja kroz vrijeme kako bi spriječio događaje protivne interesima SADa. Do otkrića putovanja kroz vrijeme došlo se istraživanjem NLOa koji je pao kod Roswela 1947, ali zbog tehnoloških ograničenja može se putovati u prošlost samo 7 dana.

## Osnova epizoda
Sve epizode serije počinju nekim za SAD katastrofalnim događajem nakon čega se šalje vremenskog putnika Francis "Frank" Bartholomew Parker 7 dana u prošlost kako bi spriječio katastrofu prije nego što se dogodi. Ponekad je to da spriječi početak nuklernog rata, ponekad atentat na američkog predsjednika, a ponekad neka globalna katastrofa. Zbog teškoća u kontroliranju vremenske kapsule Parker se nikada ne vrati u bazu Never Never Land iz koje je lansiran nego se najčešće spusti negdje na neodređenom području Sjedinjenih Država. Po dolasku ako je sve u redu on obavjesti telefonskim putem svoje zapovjednike nakon čega počinje akcija sprečavanja katastrofe. 

### Popularnost u SAD
| Sezona | Episode | Vrijeme prikazivanja | Početak sezone    | Kraj sezone      | TV Sezona | Rejting | Gledaoci (u milijunima) |
| ------ | ------- | -------------------- | ----------------- | ---------------- | --------- | ------- | ----------------------- |
| 1      | 21      | Srijeda 20:00 sati   | 7 Listopad, 1998  | 26 Svibanj, 1999 | 1998–1999 | #135    | 3.40                    |
| 2      | 23      | Srijeda 20:00 sati   | 29 Rujan, 1999    | 24 Svibanj, 2000 | 1999–2000 | #102    | 5.82                    |
| 3      | 22      | Srijeda 20:00 sati   | 11 Listopad, 2000 | 29 Svibanj, 2001 | 2000–2001 | #108    | 5.36                    |

Za razliku od Sjedinjenih Država gdje serija nije stekla veliku popularnost situacija u ostatke svijeta je bila bolja tako da je u Italiji prikazan čak u nedjeljnom udarnom terminu.